# Regencia (política)

Isabel de Este actuó como regente del marquesado de Mantua durante las ausencias de Francisco II Gonzaga. Óleo realizado por el pintor Tiziano.

La regencia es el Gobierno de un Estado monárquico durante la minoría de edad, ausencia o incapacidad del legítimo titular de la Corona.

## Antiguo Egipto
- ca. 1478-1457 a. C.: regencia de Hatshepsut, madrastra de Tutmose III, posterior corregencia durante 20 años (Imperio Nuevo)

Regencia de Mutemuia, madre de Amenofis III (Imperio Nuevo)
Regencia de Tausert, gran esposa real de Seti II y luego reina-faraón durante el reinado del faraón Siptah (Imperio Nuevo)
Regencia de Ahhotep, madre de Amosis I,(Imperio Nuevo)
Regencia de Anjesenpepi II, madre de Neferkara Pepy (Imperio Antiguo)

## Imperio otomano
Durante los más de seis siglos de historia del Imperio otomano, solo se conocen las regencias de dos mujeres de forma oficial (con el título de Regente), sin contar otros casos en los que la regente llegó al poder de facto. Los dos casos en que fueron regente de manera oficial son:
- 1603-1605: Handan Valide Sultan (Reino como Regento durante sus dos años de Valide Sultán debido a la corta edad de su hijo Ahmed I hasta su propia muerte en 1605)
- 1617-1618, 1622-1623: Halime Altunşah Valide Sultan (Reino como Regente para su hijo Mustafa I durante sus dos reinados debido a la discapacidad mental de él, fue la única regente imperial de los otomanos en tener el poder absoluto sobre el Imperio, única mujer en dar la orden de ejecución de un Sultán el cual fue Osman II, fue la única mujer en gestar una rebelión tan caótica como la del destronamiento de Osman II)
- 1623-1632, 1648-1651: Mahpeyker Kösem Mahpeyker Valide Sultan (Reinando con el título de Regente o Naib-i Saltanat dos veces en los reinados de Murad IV, Mehmed IV y solo como Valide sultan, manteniendo cierta influencia, durante el periodo de Ibrahim I, apodado ¨El loco¨).
- 1651-1656: Turhan Hatice Sultan (Reinando como regente después de la muerte de Kösem Sultan durante el resto del reinado de su hijo Mehmed IV, pero con la influencia del gran visir, haciéndole contrapeso en el imperio).

## Bélgica
- 1830-1831: Regencia de Erasmo Luis Surlet de Chokier, hasta la subida al trono de Leopoldo I de Bélgica.
- 1944-1950: regencia de Carlos de Bélgica, tío de Balduino de Bélgica

## España
La Constitución española dedica los artículos 58, 59, 60 y 61 a regular la institución de la regencia. Una regulación tan pormenorizada es un efecto de la frecuencia con la que se ha producido esta situación en España.

### Clases de regencia
En la Constitución existen dos supuestos: por minoría de edad del rey de España y por inhabilitación. En el primer caso, cuando fallece el rey, la sucesión es automática, por lo que el Príncipe Heredero, aunque sea menor de edad, se convierte en rey; en el segundo supuesto, el rey queda inhabilitado para el ejercicio de su autoridad, lo cual debe ser reconocido por las Cortes Generales. Por tanto, en cualquiera de los dos supuestos la Regencia se ejerce en nombre del rey. La situaciones de incapacidad del Rey deben ser apreciada según los criterios del Código Civil y nunca de modo político, ya que la Constitución no admite inhabilitaciones políticas del rey, supuestos que en cualquier caso deben referirse a enfermedad, en sentido amplio; también a la ausencia cuando sea de naturaleza que así lo exija.

### Sujetos de la regencia
La Constitución exige dos requisitos generales para ser regente: ser mayor de edad y español. Existen dos supuestos en la Constitución: la Regencia necesaria o legítima y la Regencia por inhabilitación; la primera se produce en el caso de la minoría de edad del rey y la ejercerán «el padre o la madre del rey, y en su defecto el pariente mayor de edad más próximo a suceder en la Corona»; en el supuesto de la Regencia por inhabilitación, su ejercicio corresponderá al Príncipe Heredero si fuera mayor de edad. Si el príncipe heredero es menor de edad, la regencia se desempeñará provisionalmente en la forma prevista para la minoría de edad. La Constitución establece una dativa supletoria para «si no hubiera ninguna persona a quien corresponda la regencia, ésta será nombrada por las Cortes Generales» y se compondrá de una, tres o cinco personas.

### Caracteres de la regencia
En el ordenamiento constitucional español no existe la posibilidad de la regencia por Corona vacante, ya que la regencia siempre se ejerce en nombre del rey. La regencia es una institución provisional: en el caso de minoría de edad del rey, acaba cuando el monarca cumple 8 años. En el supuesto de la regencia por inhabilitación terminará por la recuperación de la salud, muerte o abdicación del rey inhabilitado. La Constitución establece una incompatibilidad ente las figuras del regente y el tutor del Rey menor, excepto cuando sean tutores el padre, la madre o ascendientes directos del rey. Los regentes tendrán el tratamiento de Alteza, e iguales honores que los establecidos para el Príncipe de Asturias.

### Regencias históricas
En España y los reinos ibéricos que la precedieron hubo numerosas regencias siendo la más reciente la María Cristina de Habsburgo-Lorena durante la minoría de edad de su hijo Alfonso XIII (1885-1902).
- Anexo:jefes de Estado en España que no fueron monarcas

## Francia
- 1059-1066: regencia de Ana de Kiev, madre de Felipe I

- 1226-1242: regencia de Blanca de Castilla, madre de Luis IX.

- 1316-1316: regencia de Felipe de Poitiers, futuro Felipe V, llamado el Longevo, tras el fallecimiento, en junio, de su hermano Luis X, llamado Luis el Pendenciero, y hasta la muerte, prematura, en septiembre, del hijo de este último Juan I, llamado el Póstumo.

- 1380-138: regencia de los duques de Berry y de Borgoña, tíos de Carlos VI

- 1483-1491: regencia de Ana de Francia, hija de Luis XI, durante la minoría de Carlos VIII.

- Catalina de Médici
  - 1552-1552: regente durante la ausencia (en guerra) de su marido Enrique II.
  - 1560-1563: regente durante la minoría de su segundo hijo Carlos IX

- 1610-1617: regencia de María de Médici, madre de Luis XIII

- 1643-1661: regencia de Ana de Austria, madre de Luis XIV

- 1715-1723: regencia de Felipe de Orleans, llamado el Regente, sobrino de Luis XIV de Francia y tío de Luis XV. Esta regencia constituyó un régimen político en sí mismo: la Regencia

- 1793-1795: Luis Estanislao de Borbón (futuro Luis XVIII de Francia) se autoproclamó regente de su sobrino Luis XVII de Francia. Al morir su hermano, Luis XVI, proclamó a su hijo rey y se autoproclamó su regente, aunque no lo fue efectivo.

## Hungría
- Regencia del almirante Miklós Horthy desde 1920 hasta 1945, en ese periodo Hungría fue una monarquía constitucional con el trono vacante.

## México
- 1821-1822: regencia de Agustín de Iturbide[2]
- 1863-1864: regencia de Juan Nepomuceno Almonte (por el Partido Conservador)[2]
- 1864: primera regencia de Carlota de México durante la ausencia (viaje de plano político) de su esposo el emperador Maximiliano I entre los meses de agosto y octubre.
- 1865: segunda regencia de Carlota de México entre abril y junio, y tercera regencia entre agosto y septiembre. Ambas debido a la ausencia de su esposo en la capital.[3]

## Reino Unido
- 1811-1820: regencia del futuro Jorge IV, hijo de Jorge III

## Administración
En el Reino de los Países Bajos regente era el nombre que se daba a la autoridad municipal.

## Arte
El estilo regencia fue el nombre que se le dio al estilo artístico creado en Francia entre 1715 y 1730 durante la Regencia, a principios del siglo XVIII. El mobiliario regente prefigura el estilo Luis XV que introdujo una forma redondeada en las patas de las cómodas, mesas, armarios, etc., compartiendo la severidad del estilo Luis XIV y las fantasías del rococó de la época de Luis XV.